# آنیدولافونگین
آنیدولافونگین (انگلیسی: Anidulafungin) (نام‌های تجاری Eraxis, Ecalta) یک اکینوکاندین نیمه مصنوعی است که به عنوان یک داروی ضد قارچ به کار می‌رود. پیش‌تر با نام LY303366 شناخته می‌شد. همچنین ممکن است در درمان عفونت تهاجمی آسپرژیلوس زمانی که همراه با وریکونازول استفاده می‌شود کاربرد داشته باشد. این دارو در یکی از دسته داروهای ضد قارچی است که به نام اکینوکاندین‌ها شناخته می‌شوند. مکانیسم اثر آن از طریق مهار (۱→۳)-β-D-گلوکان سنتاز است، آنزیمی که برای سنتز دیواره سلولی قارچ مهم است.
این دارو در فهرست داروهای ضروری سازمان بهداشت جهانی قرار دارد.

## نشانه‌ها
کاندیدمی و سایر اشکال عفونت‌های تهاجمی کاندیدا (آبسه داخل شکمی و پریتونیت)

### کاندیدیازیس مری
آنیدولافونگین در اندوکاردیت، استئومیلیت و مننژیت ناشی از کاندیدا مورد مطالعه قرار نگرفته‌است و در شمار کافی از بیماران نوتروپنیک برای تعیین اثربخشی در این گروه مورد مطالعه قرار نگرفته‌است.

## فارماکودینامیک و فارماکوکینتیک
این دارو به‌طور چشمگیر با سایر ضدقارچ‌ها متفاوت است زیرا در pH و دمای بدن تحت تجزیه شیمیایی به اشکال غیرفعال قرار می‌گیرد.
از آنجایی که این دارو به تجزیه آنزیمی یا دفع کبدی یا کلیوی وابسته نیست، استفاده از این دارو در بیماران با هر درجه ای از نارسایی کبدی یا کلیوی بی خطر است.
حجم توزیع: ۳۰–۵۰ لیتر.
آنیدولافونگین به وضوح توسط کبد متابولیزه نمی‌شود. این داروی خاص تحت هیدرولیز شیمیایی آهسته به یک پپتید حلقه باز که فاقد فعالیت ضد قارچی است، می‌شود. نیمه عمر دارو ۲۷ ساعت است. حدود ۳۰٪ از طریق مدفوع (۱۰٪ به عنوان دارو بدون تغییر) دفع می‌شود. کمتر از ۱٪ از طریق ادرار دفع می‌شود.

## مکانیسم عمل
آنیدولافونگین از آنزیم گلوکان سنتاز، آنزیمی که در تشکیل (۱→۳)-β-D-گلوکان، یک جزء اصلی دیواره سلولی قارچی مهم است، جلوگیری می‌کند. گلوکان سنتاز در سلول‌های پستانداران وجود ندارد، بنابراین یک هدف جذاب برای فعالیت ضد قارچی است.

## سنتز
این دارو از طریق نیمه سنتز تولید می‌شود. ماده اولیه اکینوکاندین B (یک محصول تخمیر لیپوپپتیدی آسپرژیلوس نیدولانس یا گونه نزدیک به هم، A. rugulosus) است که تحت عمل داسیلاسیون (شکاف زنجیره جانبی لینولئویل) توسط آنزیم دی آسیلاز از باکتری uA. در سه مرحله مصنوعی بعدی، از جمله یک اسیلاسیون مجدد شیمیایی، داروی ضد قارچ انیدولافونگین سنتز می‌شود.